# Mohan Kapoor
Mohan Kapur (Bombay, 27 de octubre de 1965) es un actor indio de cine y televisión conocido en India. Mohan es famoso por ser el primer presentador del sur de Asia del primer programa original producido por una cadena por satélite (Zee TV), Saanp Seedi (Serpientes y Escaleras). Saanp Seedi fue la primera y única serie de televisión lanzada por satélite en la zona de Asia-Pacífico entre 1992 y 1994, que incluía Pakistán, Nepal y Sri Lanka. Saanp Seedi se describe mejor como una combinación de juegos, variedades y programas de entrevistas protagonizados por Kapur con frecuentes invitados famosos. Su éxito televisivo le llevó a cruzarse en la industria cinematográfica india, siendo su primer papel el de antagonista principal en Beqabu (1996), que finalmente le llevó a una carrera en la que apareció en más de 60 películas y series de televisión. Mohan es conocido por sus momentos de robo de escenas en las películas indias, como en el éxito Guardaespaldas junto a Salman Khan.  A menudo interpreta al bueno convertido en malo, el "antagonista sorpresa", como sus papeles en la Disney+ Hotstar Película de múltiplex Sadak 2 (2020) y su actuación nominada al premio en el remake en hindi de la serie israelí para Disney+ Hotstar Hostages (2019-2020). 

Kapoor también es conocido por su voz dubs medios extranjeros donde es conocido por ser la voz de Poirot en las adaptaciones de Kenneth Branagh, la voz oficial de Dwayne Johnson y la del Dr. Strange representado por el actor Benedict Cumberbatch. Habla inglés, punjabi y hindi.

Kapur se deletrea a veces fonéticamente como "Kapoor" para quienes traducen su nombre de una lengua india al inglés.

## Filmografía

### Películas
| Año  | Título                          | Rol                                | Notas                         |
| ---- | ------------------------------- | ---------------------------------- | ----------------------------- |
| 1996 | Beqabu                          | Zanjarh Singh                      |                               |
| 1997 | Zameer: The Awakening of a Soul |                                    |                               |
| 1997 | Pyaar Mein Kabhi Kabhi          |                                    |                               |
| 1998 | Angaaray                        | Hermano de Lala Roshanlal (Mitthu) |                               |
| 2002 | Deewangee                       | Vikrant Kapoor                     |                               |
| 2011 | Haunted – 3D                    | Sacerdote                          |                               |
| 2011 | Game                            |                                    |                               |
| 2011 | Bodyguard                       |                                    |                               |
| 2011 | Soundtrack                      |                                    |                               |
| 2012 | Bittoo Boss                     |                                    |                               |
| 2012 | Hate Story                      | Ministro del Gabinete K.Malhotra   |                               |
| 2012 | Life's Good                     |                                    |                               |
| 2012 | Raaz 3: The Third Dimension     | Doctor                             |                               |
| 2013 | Jolly LLB                       | Yograj Dewan                       |                               |
| 2013 | Inkaar                          |                                    |                               |
| 2013 | Sooper Se Ooper                 | Lal                                |                               |
| 2014 | Creature 3D                     | Doctor Moga                        |                               |
| 2014 | Happy New Year                  | Asistente del Sr. Kapoor Charan    |                               |
| 2014 | Zid                             | Editor de periódico Karan          |                               |
| 2015 | I                               | Sushil                             | Película Tamil; sin acreditar |
| 2015 | Kamasutra 3D                    | Aprendiz del Gurú del Kamasutra    |                               |
| 2017 | Manjha                          | Esposo de Veena                    | Película Marathi              |
| 2018 | Yamla Pagla Deewana: Phir Se    | Marfatia                           |                               |
| 2018 | Mitron                          | Padre de Richa                     |                               |
| 2018 | Heartbeats                      |                                    |                               |
| 2019 | Mission Mangal                  | Reportero Durgesh Swami            |                               |
| 2019 | 377 Ab Normal                   |                                    |                               |
| 2020 | Sadak 2                         | Comisionado Rajesh Puri            |                               |
| 2020 | London Confidential             | Secretario de JT de RK Goyal       |                               |
| 2021 | Squad                           | Abhay Bhatnagar                    |                               |
| 2021 | Urf Ghanta                      | Extraño                            |                               |
| 2022 | Life's Good                     |                                    |                               |
| 2023 | The Vaccine War                 | Dr. Raman Gangakhedkar             |                               |
| 2023 | The Marvels                     | Yusuf Khan                         | Película inglesa              |

### Televisión
| Año       | Título                          | Rol                    | Notas                                       | Referencia(s) |
| --------- | ------------------------------- | ---------------------- | ------------------------------------------- | ------------- |
| 1992–1994 | Saanp Seedhi                    | Huésped                |                                             |               |
| 1995–1997 | Surf Wheel of Fortune           | Huésped                |                                             |               |
| 1995      | Philips Top 10                  |                        |                                             |               |
| 1996      | O Daddy                         |                        |                                             |               |
| 1996–1999 | Hip Hip Hurray                  | Criminal               |                                             |               |
| 1999      | Saturday Suspense               |                        |                                             |               |
| 2002–2004 | Kittie Party                    | El cuñado de Reva      | 2003-2004                                   |               |
| 2008      | Zindagi Badal Sakta Hai Hadsaa  | Manoviraj Singh        |                                             |               |
| 2010      | CID                             | Jeevan                 | Papel episódico en el episodio 612          |               |
| 2010      | Ishaan                          |                        |                                             |               |
| 2010      | 100% De Dana Dan                | Anunciador del ring    |                                             |               |
| 2010      | Kitani Mohabbat Hai 2           | Rudra Pratap Singhania |                                             |               |
| 2012      | Hum Ne Li Hai Shapath           | Sr. Yashvardhan        |                                             |               |
| 2012–2013 | Amrit Manthan                   | Sr. Oberoi             |                                             |               |
| 2014      | Everest                         | Mayor Sameer Khanna    |                                             |               |
| 2017–2018 | Savitri Devi College & Hospital | Dr. Anand Malhotra     |                                             |               |
| 2018      | Table No. 5                     |                        | Serie original de ZEE5                      |               |
| 2019      | Hostages                        | Subramaniano           |                                             |               |
| 2019      | Only for Singles                |                        |                                             |               |
| 2020      | Black Widows                    | Lalit                  | Serie web                                   | [ 5 ]         |
| 2021      | Crime Next Door                 |                        |                                             |               |
| 2022      | Ms. Marvel                      | Yusuf Khan             | Papel principal; miniserie de Disney+       | [ 6 ]         |
| 2024      | Karmma Calling                  | Nikhil Setia           | Serie web de Disney+                        |               |
| 2025      | Daredevil: Born Again           | Yusuf Khan             | Serie de Disney+; Episodio: "With Interest" | [ 7 ]         |